# Lijst van filmstudio's

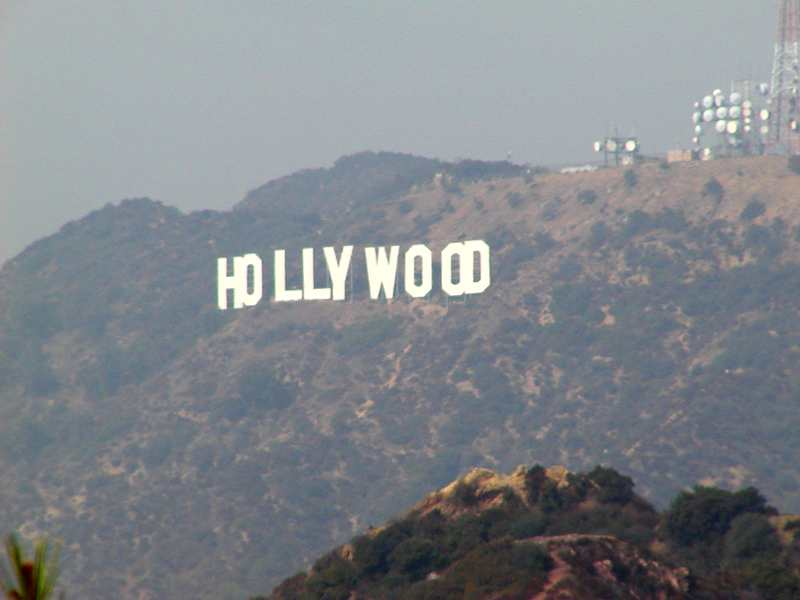
De bekende Hollywoodletters

Dit is een lijst van filmstudio's op alfabetische volgorde en georganiseerd onder 3 criteria. Niet alle filmstudio's liggen noodzakelijk in Hollywood, zoals de meeste mensen denken. Deze lijst gaat niet over de studiofaciliteiten, maar over de productie- en distributiemaatschappijen.

## Grote Amerikaanse filmstudio's
| Moederbedrijf (mediaconglomeraat)             | Hoofdstudio          | Overige filmafdelingen                                            |
| --------------------------------------------- | -------------------- | ----------------------------------------------------------------- |
| Walt Disney Studios (The Walt Disney Company) | Walt Disney Pictures | 20th Century Studios, Pixar, Lucasfilm, Marvel Studios            |
| Sony Pictures (Sony Corporation)              | Columbia Pictures    | Sony Pictures Classics, TriStar Pictures, Sony Pictures Animation |
| WarnerMedia (AT&T)                            | Warner Bros.         | New Line Cinema, HBO, DC Films                                    |
| ViacomCBS (National Amusements)               | Paramount Pictures   | MTV Films, Nickelodeon Movies, Comedy Central Films               |
| NBCUniversal (Comcast)                        | Universal Pictures   | DreamWorks Animation, Focus Features                              |

## Middelgrote filmstudio's en productiemaatschappijen
| Amblin Entertainment (Steven Spielberg) - Amblimation (1997: opgegaan in DreamWorks) |
| American Zoetrope                                                                    |
| Davis Entertainment                                                                  |
| DreamWorks Animation Studios                                                         |
| Elevation Studios                                                                    |
| First Run Features                                                                   |
| The Geffen Film Company                                                              |
| Gold Circle Films                                                                    |
| IFC Films                                                                            |
| Imagine Entertainment                                                                |
| Interscope Pictures                                                                  |
| Jim Henson Pictures (The Jim Henson Company)                                         |
| Ascent Media Group (Liberty Media)                                                   |
| Lionsgate Films (Lions Gate Entertainment) - Artisan Entertainment                   |
| Lucasfilm, Ltd. (George Lucas) - Lucasfilm Animation - Industrial Light & Magic      |
| Mandalay Pictures                                                                    |
| Morgan Creek Productions                                                             |
| MGM                                                                                  |
| Producers Releasing Corporation                                                      |
| Revolution Studios                                                                   |
| RKO Pictures (niet te verwarren met RKO Radio Pictures)                              |
| The Samuel Goldwyn Company                                                           |
| Spyglass Entertainment                                                               |
| Strand Releasing                                                                     |
| StudioCanal (Vivendi SA)                                                             |
| Troma Entertainment                                                                  |
| Vanguard Films                                                                       |
| Walden Media                                                                         |
| The Weinstein Company - Dimension Films                                              |
| Zeitgeist Films                                                                      |

## Nederlandse filmstudio's
- 24fps Features
- A Private View
- A-Film
- Amsterdam Film Cie (1914 - 1922)
- BosBros
- Column Films
- De Moor Studios
- Dutch FilmWorks
- Eerst Nederlandsch Atelier tot het vervaardigen van Films voor de Bioscoop en Cinematograaf M.H. Laddé & J.W. Merkelbach
- Egmond Film and Television
- Eyeworks
- FarmHouseFilm
- Filmfabriek F.A. Nöggerath (1895 - 1913)
- Filmfabriek Hollandia (1912 - 1922)
- Filmstad (1927 - 1939)
- Fu Works
- IdtV Film
- Metropolitan Pictures
- Motel Films
- Mulholland Pictures
- Nederlandse Film & TV Compagnie
- NL Film en TV
- Rembrandt Film Co (1913 - 1926)
- Rinkel Film Productions
- Shooting Star Filmcompany
- Theorema Films
- Toonder Studio's (1944-2002)
- Sfvb
- Pupkin Film

## Belgische filmstudio's
- AED Studios
- Belvision
- Corsan
- Flanders Film Studios
- Studio 100
- Skylimit pictures

## Voormalige filmstudio's
- Zelnik-Mara-Film GmbH
- American Mutoscope and Biograph Company
- Christie Film Company
- The Edison Manufacturing Co.
- Essanay Film Manufacturing Co.
- Film Booking Offices of America (opgegaan in RKO Radio Pictures)
- Goldwyn Picture Corporation (gefuseerd met Metro Pictures en Louis B. Mayer Pictures tot Metro-Goldwyn-Mayer)
- Kalem Company
- Keystone Studios
- Louis B. Mayer Pictures (gefuseerd met Metro Pictures en Goldwyn Pictures tot Metro-Goldwyn-Mayer)
- Lubin Manufacturing Company
- Metro Pictures Corporation (gefuseerd met Goldwyn Pictures en Louis B. Mayer Pictures tot Metro-Goldwyn-Mayer)
- Nestor Motion Picture Company
- PolyGram Filmed Entertainment (moederbedrijf is jarenlang in handen geweest van Philips, nu opgegaan in Universal Studios)
- Selig Polyscope Company
- Thanhouser Film Corporation
- Vitagraph Studios
- First Floor Features